# منظار الخداع البصري
منظار الخداع البصري ((بالفرنسية: Phénakistoscope)‏) وتُلفظ فيناكيستوسكوب، هو أول جهاز رسوم مُتحركة يخلق وهمًا للحركة. يُعتبر منظار الخداع أحد الأشكال الأولى للترفيه المرئي الذي مهد الطريق لصناعة الأفلام السينمائية.

## الأختراع
اخترع الفيزيائي البلجيكي «جوزيف بلاتو» والأستاذ النمساوي في الهندسة العملية «سيمون ستامفر»، منظار الخداع في وقت واحد تقريبًا في ديسمبر 1832.
كطالب جامعي لاحظ «بلاتو» في بعض التجارب المُبكرة أنه عند النظر من مسافة قصيرة إلى عجلتين مُسننتين مُتحدتين المركز تدوران بسرعة في اتجاهين مُتعاكسين، فإنها تنتج وهمًا بصريًا لعجلة ثابتة. قرأ لاحقًا مقال «بيتر مارك روجيت» عام 1824 «شرحًا للخداع البصري في مظهر مكابح عجلة عند رؤيته من خلال فتحات عمودية» والتي عالجت نفس الوهم. قرر «بلاتو» إجراء المزيد من البحث والمُعاينة في هذه الظاهرة ونشر النتائج التي توصل إليها لاحقًا في مجلة «مراسلة الرياضيات والفيزياء» في عام 1828. في رسالة إلى نفس المجلة العلمية بتاريخ 5 ديسمبر 1829، قدم منظاره الشُعاعي (الذي لا يزال مجهولاً)، وهو قرص يحول صورة بصرية مشوهة إلى صورة عادية عندما تُدوَّر بسرعة ويمكن رؤيتها من خلال الشقوق الشعاعية الأربعة لعكس دوران القرص.

في 10 ديسمبر 1830، قدم «مايكل فاراداي» ورقة إلى المعهد الملكي لبريطانيا العظمى بعنوان «حول فئة غريبة من الخداع البصري» تُبين الأوهام البصرية التي يُمكن العثور عليها في العجلات الدوارة. وأشار إلى ورقة «روجيت» ووصف النتائج الجديدة المُرتبطة به. كان الكثير مما وجده «فاراداي» مُماثلاً لما نشره «بلاتو»، ولم يقر «فاراداي» بذلك علنًا فحسب، بل قام أيضًا بالتواصل مع «بلاتو» شخصيًا وأرسل له ورقته البحثية. كانت بعض تجارب «فاراداي» جديدة على «بلاتو» وخاصة تلك التي تحتوي على صورة ثابتة أُنتجت[ بواسطة عجلة دوارة أمام المرآة مُستوحاة من تجارب «بلاتو» ولكن بفكرة أوهام جديدة. في يوليو 1832 أرسل «بلاتو» رسالة إلى «فاراداي» وأضاف قرصًا تجريبيًا به بعض «الصور المشوهة» التي أنتجت «صورة ثابتة لحصان» عند تدويرها أمام مرآة. بعد عدة مُحاولات وصعوبات عديدة، قام «بلاتو» ببناء نموذج عمل منظار الخداع في نوفمبر أو ديسمبر 1832. نشر «بلاتو» اختراعه في رسالة بتاريخ 20 يناير 1833 إلى مجلة «مراسلة الرياضيات والفيزياء». كان يعتقد أنه إذا كان من المُمكن تعديل طريقة إنتاج الأوهام بصورة ما، فيمكن أستخدامها في مجالات أخرى.

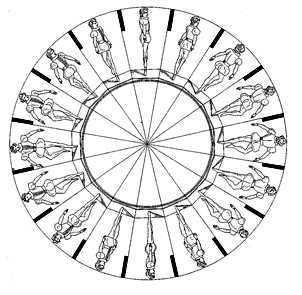
رسم لـ«جوزيف بلاتو» على أحد اقراصه في (1833).

قرأ «سيمون ستامفر» عن نتائج «فاراداي» في ديسمبر 1832 وكان مصدر إلهامه لإجراء تجارب مُماثلة، والتي سرعان ما أدت إلى اختراعه لما أسماه («أقراص ستروبوسكوب» أو «أقراص الضوء السحرية»). كان «ستامفر» قد فكر في وضع تسلسل الصور على قرص أو أسطوانة وبالنسبة لعدد أكبر من الصور، على شريط طويل من الورق أو قماش مشدود حول بكرتين متوازيتين (يشبه إلى حد كبير بكرات الفيلم). يقترح أيضًا تغطية القرص أو المرآة بقطعة من الورق المقوى المقطوع بحيث يرى المرء فقط واحدًا من الأشكال المتحركة ويرسم الكواليس المسرحي والخلفيات حول الجزء المقطوع. ذكر «ستامفر» أيضًا إصدارًا يحتوي على قرص به صور على أحد طرفيه وقرص مشقوق على الجانب الآخر من المحور، لكنه وجد أن تدوير القرص أمام مرآة أكثر بساطة. بحلول فبراير 1833، كان قد أعد ستة أقراص مزدوجة الوجه، تم نشرها لاحقًا بواسطة مجلة «ترينتنسكي وفيوج». مُنح «ماتياس ترينتسنسكي» و«ستامفر» براءة اختراع نمساوية للأقراص في 7 مايو 1833.

ادعى ناشر ومشرف دكتوراه «بلاتو»، «أدولف كوتلي» أنه تلقى نموذج عمل لتقديمه إلى «فاراداي» في وقت مُبكر من نوفمبر 1832. ذكر «بلاتو» في عام 1836 أنه يعتقد أنه من الصعب تحديد الوقت المحدد الذي حصل فيه على الفكرة، لكنه اعتقد أنه كان قادرًا على تجميع اختراعه بنجاح لأول مرة في ديسمبر. وذكر أنه يثق في تأكيد «ستامفر» أنه اخترع نسخته في نفس الوقت. كذلك ادعى «بيتر مارك روجيت» في عام 1834 أنه قام ببناء العديد من مناظير الخداع وعرضها على العديد من الأصدقاء في وقت مبكر من ربيع عام 1831، ولكن نتيجة لانشغاله بأمور أكثر جدية لم يتمكن من نشر أي رسالة لاختراعه.

## التقنية

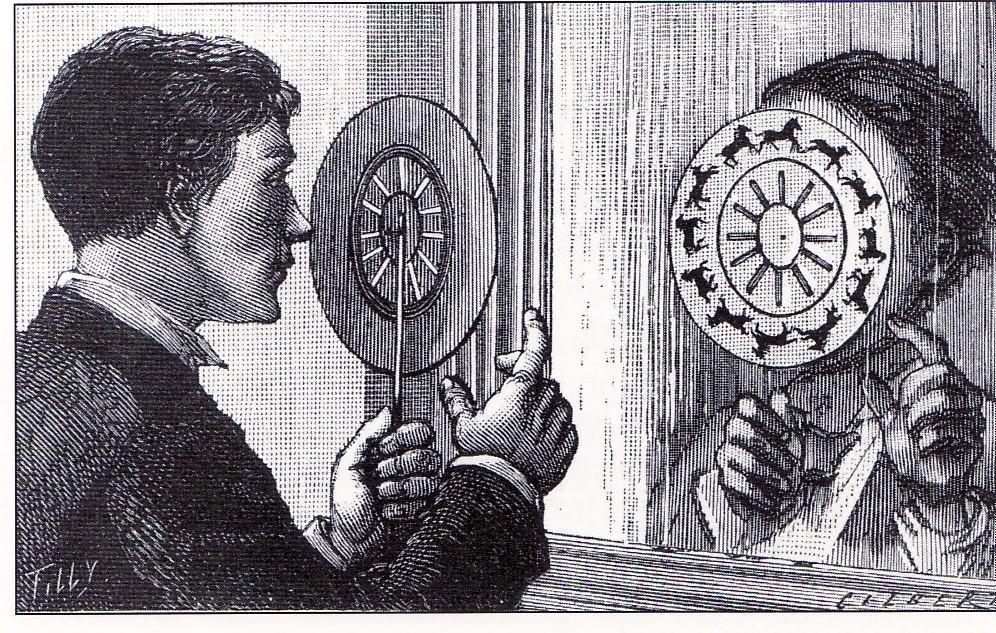
طريقة استخدام منظار الخداع أمام المرآة.

عادةً ما يأتي منظار الخداع على شكل قرص من الورق المقوى الدوار متصل عموديًا بمقبض. مصفوفة بشكل شعاعي حول مركز القرص عبارة عن سلسلة من الصور تعرض مراحل متتالية من الرسوم المتحركة. فتحات مُستطيلة صغيرة متباعدة بالتساوي حول حافة القرص. يقوم المستخدم بتدوير القرص والنظر عبر الشقوق المُتحركة للصور المنعكسة في المرآة. إن مسح الشقوق عبر الصور المنعكسة يمنعها من التشويش ببساطة مع بعضها بحيث يمكن للمُستخدم أن يرى تتابعًا سريعًا للصور التي تبدو وكأنها صورة متحركة واحدة.
عندما يكون هناك نفس عدد الصور مثل الفتحات، سيتم تحريك الصور في موضع ثابت، لكنها لن تنجرف عبر القرص. صور أقل من الفتحات وسوف تنجرف الصور في الاتجاه المعاكس لاتجاه القرص الدوار. صور أكثر من الفتحات وسوف تنجرف الصور في نفس اتجاه قرص الدوران.
على عكس المناظير اللاحقة لمنظار الخداع، لا يُمكن عمليا المشاهدة إلا من قبل شخص واحد في كل مرة.
تتشوه صور منظار الخداع عندما تُصمم بسرعة كافية لإنتاج وهم الحركة؛ بدوا أنحف قليلاً وكانوا منحنيين قليلاً. رسم رسامو الرسوم المتحركة أحيانًا تشويهًا معاكسًا في صورهم للتعويض عن ذلك. ومع ذلك، لم يكن القصد من معظم الرسوم المتحركة تقديم تمثيل واقعي والتشويه ليس واضحًا جدًا في الصور الكرتونية.
التشويه والوميض الناجمين عن الشقوق الدوارة لا يُرى في مُعظم الرسوم المتحركة للرسوم المتحركة الموجودة الآن على الإنترنت (على سبيل المثال نسق الرسومات المتبادلة GIF). تكون هذه الرسوم عادةً رسومًا مُتحركة تم إنشاؤها باستخدام برنامج. هذه لا تكرر تجربة المشاهدة الفعلية لمنظور منظار الخداع، لكن يمكنها تقديم عمل رسامي الرسوم المتحركة بطريقة محسّنة. بعض عمليات إعادة الرسوم المتحركة الحديثة التي تم تقديرها بشكل خاطئ تحتوي أيضًا على فتحات تدور (والتي ستظهر بلا حراك عند النظر إليها من خلال منظار فعلي حقيقي) والأشكال تتحرك عبر الأقراص حيث كان من المفترض أن تقف ثابتة (أو تقف ثابتة عندما كان من المفترض أن تتحرك).
مُعظم الأقراص المنتجة تجاريًا عبارة عن مطبوعات حجرية يتم تلوينها يدويًا، ولكن أيضًا الطباعة الحجرية متعددة الألوان وتقنيات الطباعة الأخرى قد تم استخدامها من قبل بعض الشركات المُصنعة.

## الاستخدام العلمي
اُخترِع منظار الخداع من خلال البحث العلمي في مجال الأوهام البصرية وتم نشره على هذا النحو، ولكن سرعان ما تم تسويق الجهاز بنجاح كبير باعتباره لعبة جديدة. بعد أن تلاشت الحداثة، كان يُنظر إليه في الغالب على أنه لعبة للأطفال. ومع ذلك، لا يزال بعض العلماء يعتبرونه أداة عرض مُفيدة.
استخدم عالم النفسرالتشيكي «يان بوركين» نسخته المُسماة «فوراليت» في مُحاضراته منذ عام 1837. في عام 1861 كان أحد الموضوعات التي عرضها من خلاله هو دقات القلب.
نشر الفيزيائي الألماني «يوهان هاينريش» مجموعة من 8 أقراص تصور عدة حركات موجية (موجات صوتية، هواء، ماء، إلخ) في فرانكفورت عام 1846.
قام الرائد الإنجليزي الشهير في دراسات الحركة الفوتوغرافية «إدوارد مويبريدج» ببناء جهاز عرض فيناكيستيك من أجل عرض صوره على شكل خطوط على أقراص زُجاجية. لم تكن النتائج دائمًا علمية للغاية؛ غالبًا ما قام بتحرير تسلسلات الصور الفوتوغرافية لأسباب جمالية، وبالنسبة للأقراص الزجاجية، قام أحيانًا بإعادة صياغة الصور من صور متعددة إلى مجموعات جديدة. مثال ترفيهي هو تسلسل رجل ينقلب على ثور يطارده كلب. لقرص واحد فقط اختار تصوير فوتوغرافي؛ تسلسل هيكل عظمي لخيول تجري، والذي ربما كان مُفصلاً للغاية بحيث لا يمكن رسمه على الزجاج. كان هذا القرص على الأرجح المرة الأولى التي يتم فيها تطبيق تقنية إيقاف الحركة بنجاح. دعا «مويبريدج» جهازه «الزوبراكسكوب». استخدمه في عدد لا يحصى من المُحاضرات عن حركة الإنسان والحيوان بين عامي 1880 و 1895.

## خلال القرنين العشرين والواحد والعشرين
جائزة جوزيف بلاتو»، وهي عبارة عن جائزة تُشبه الفيناكيستيكوب، كانت جائزة الفيلم البلجيكي التي تُمنح سنويًا بين عامي 1985 و 2006.
تحتوي العديد من إصدارات الموسيقى بنسخة القرص الفونوغراف على رسوم مُتحركة تشبه الفيناكيستيكوب تكون على الملصقات أو على القرص نفسه. في عام 1956، بدأت شركة «ريد رافين» سلسلة مُكونة من 78 لفة في الدقيقة مع رسوم مُتحركة ليتم عرضها بجهاز به مرايا صغيرة مُشابهة لمنظار البراكسين يتم وضعها في منتصف القرص. منذ عام 2010، أصدر الثنائي «سكولبت» العديد من الأقراص ذات رسوم مُتحركة متقنة للغاية ليتم عرضها تحت مصطربة يومض 25 مرة في الثانية بالضبط، أو يتم تصويرها بكاميرا فيديو تقوم بالتصوير تدريجيًا بسرعة عالية جدًا بمعدل يبلغ 25 إطارًا في الثانية.

## معرض
